# Delloreen Ennis-London
Delloreen Ennis-London (1975. március 5. –) jamaicai atlétanő.
2005-ben ezüst-, 2007-ben és 2009-ben világbajnoki bronzérmes lett százméteres gátfutásban. A 2007-es pánamerikai játékokon aranyérmes lett a világbajnok kanadai Perdita Felicien, és a szintén kanadai Angela Whyte előtt.

## Egyéni legjobbjai
- 100 méter – 11,77 (2005)
- 100 méter gát – 12,51 (2004)